# Hypocreaceae
Hypocreaceae é uma família de fungos da classe Sordariomycetes. As espécies de Hypocreaceae são geralmente reconhecíveis pelos seus ascomas periteciais de cores vivas, tipicamente amarelo, laranja ou vermelho. Esta família foi proposta por Giuseppe De Notaris em 1844. Segundo Dictionary of the Fungi (10th edition, 2008), esta família inclui 22 géneros e 454 espécies.

## Géneros
- Aphysiostroma
- Cladobotryum
- Gliocladium
- Hypocrea
- Hypocreopsis
- Hypomyces
- Mycogone
- Nectria
- Podostroma
- Protocrea
- Rogersonia
- Sarawakus
- Sepedonium
- Sphaerostilbella
- Sporophagomyces
- Stephanoma
- Trichoderma